# Slavia Praag (hockeyclub)
SK Slavia Praag is een Tsjechische hockeyclub uit de hoofdstad Praag.
Slavia Praag werd opgericht in 1905 en is daarmee de oudste hockeyclub van het land. Het behoort tot de omnisportvereniging SK Slavia Praag, waartoe onder meer ook de voetbalclub behoort.

## Palmares
- Landskampioen
  - Mannen: 1971, 1972, 1975, 1976, 1977, 1978, 1979, 1982, 1983, 1984, 1985, 1987, 1988, 1990, 1991, 1992, 1995, 1996, 1997, 1999, 2000, 2001, 2002 , 2003, 2004, 2005, 2007, 2008, 2011
  - Vrouwen: 1965, 1967, 1968, 1974, 1975, 1976, 1977, 1978, 1979, 1980, 1982, 1986, 1988, 1989, 1994, 1995, 1996, 1997, 1998, 1999, 2000, 2001, 2004 , 2005, 2006, 2008, 2010
- Landskampioen zaal
  - Mannen: 1976, 1977, 1978, 1979, 1980, 1982, 1983, 1992, 1997, 1998, 1999, 2000, 2001, 2006, 2009
  - Vrouwen: 1970, 1975, 1976, 1977, 1978, 1979, 1980, 1981, 1982, 2000, 2004, 2005, 2006, 2007, 2008, 2009